# Rankovce (Slovaquie)
Pour les articles homonymes, voir Rankovce.
Rankovce (allemand : Rank) , est un village de Slovaquie situé dans la région de Košice.

## Histoire
Première mention écrite du village en 1332.

## Démographie

### Évolution de la population
| Année:               | 1994. | 2004.    | 2014.    | 2024.    |
| -------------------- | ----- | -------- | -------- | -------- |
| Nombre de personnes: | 491   | 599      | 791      | 1070     |
| Différence:          |       | +21,99 % | +32,05 % | +35,27 % |

| Année:               | 2023. | 2024.   |
| -------------------- | ----- | ------- |
| Nombre de personnes: | 1043  | 1070    |
| Différence:          |       | +2,58 % |